# Age of Dinosaurs
Age of Dinosaurs è un film del 2013 diretto da Joseph J. Lawson.
Film d'azione di fantascienza a basso budget con protagonisti Ronny Cox e Treat Williams.

## Trama
Utilizzando macchine per la rigenerazione della carne, Genetisharp (un'azienda biotecnologica) crea una serie di dinosauri e pterosauri viventi da un filamento di DNA. Le creature scappano e terrorizzano Los Angeles. Questi animali preistorici includono un Ceratosauro gigante, un Carnotauro simile a un rapace, uno Spinosauro che si arrampica sugli edifici e un brutale Pteranodonte. La battaglia finale è sull'insegna di Hollywood e i dinosauri vengono tutti distrutti quando vengono investiti in un edificio che crolla a causa del loro odore.